# 6194 Denali
6194 Denali este un asteroid din centura principală de asteroizi.

## Descriere
6194 Denali este un asteroid din centura principală de asteroizi. A fost descoperit pe 12 octombrie 1990 la Siding Spring de Robert H. McNaught. Asteroidul prezintă o orbită caracterizată de o semiaxă mare de 2,38 ua, o excentricitate de 0,10 și o înclinație de 9,5° în raport cu ecliptica.